# جراند كانيون سينيك إيرلاينز
جراند كانيون سينيك إيرلاينز (بالإنجليزية: Grand Canyon Scenic Airlines) هي شركة طيران إقليمية أمريكية متخصصة في رحلات مشاهدة المعالم. يقع مقرها في بارادايس، نيفادا، وتُسيّر رحلات سياحية جوية انطلاقًا من مطار مدينة بولدر.
منذ عام 2008، أصبحت الشركة مملوكة بالكامل لشركة جراند كانيون إيرلاينز.

## التاريخ
تأسست الشركة عام 1967 على يد جون وإليزابيث سايبولد، وبدأت برحلات جوية بطائرات سيسنا أحادية المحرك من مطار لاس فيغاس القديم. خلال الفترة من 1967 إلى 1993، توسعت لتصبح من أكبر شركات الطيران السياحي الثابت الجناح. في 29 مارس 2007، استحوذت عليها جراند كانيون إيرلاينز وتم دمجها في عملياتها السياحية. وفي 19 مارس 2009، نقلت عملياتها في بولدر سيتي إلى مركز "Boulder City Aerocenter" الجديد.

## الأسطول والوجهات

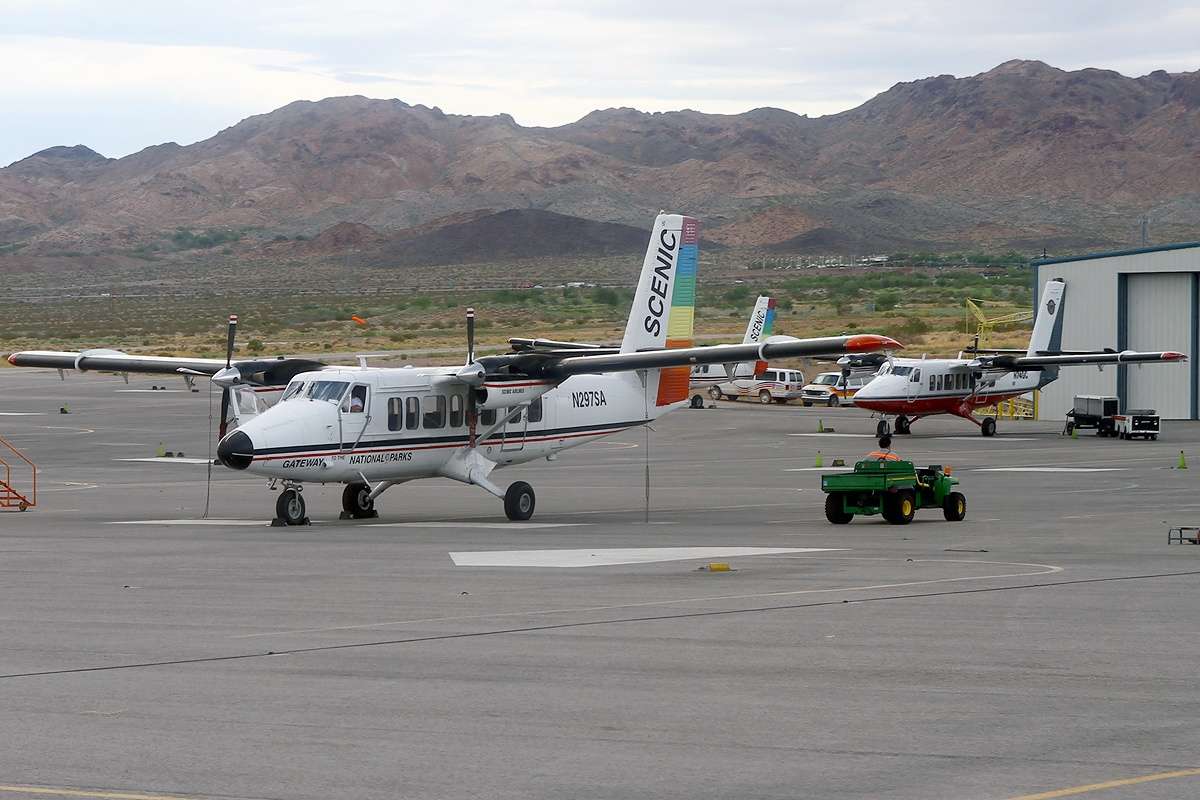

تشمل وجهاتها: بولدر سيتي، جراند كانيون (الجنوبية والغربية)، بيج، مونومنت فالي، وجسر قوس قزح. يتكون أسطولها من طائرات DHC-6 Twin Otter المعدلة برؤية بانورامية (Vistaliner) وسيسنا كارافان.

## التقدير والتميّز
تخدم الشركة أكثر من 300,000 راكب سنويًا وتُقدّم أكثر من 20 باقة سياحية جوية. وتتمتع بسمعة طيبة في السلامة والالتزام بالمعايير الجوية.